# Zbirka Baltazara Bogišića u Cavtatu
Zbirka Baltazara Bogišića u Cavtatu, muzejska ustanova u Cavtatu
Čine ju muzej, knjižnica i arhiv. danas su prepoznatljiv kulturni znak dubrovačkoga kraja i Bogišićevih zavičajnih mu Konavala. Po svojoj znanstvenoj, kulturno-povijesnoj i umjetničkoj vrijednosti njegova je ostavština iznimno važan segment hrvatske baštine i rijedak primjer ovećeg, po osobnom duhovnom ključu sabranog kulturnog dobra s izrazito znanstveno-polihistorskim obilježjem, sastavljenog po načelu unutarnjih poveznica i porednica iz širine europskog prostora i njegovog složenoga vremenskog tijeka, s težištem na materijalnim i pisanim tragovima pravne povijesti, temeljnom Bogišićevom pozivu.
U Zbirci je pohranjeno više od 35.000 predmeta, k tome i arheološka zbirka iz vremena Epidauruma koju je Bogišić osnovao za boravka u Cavtatu 1898. g. Njegova knjižnica, arhiv, pa i sve muzejske kolekcije zasebno, poznate su u stručnim krugovima po brojnim rarama i unikatnim primjercima, među kojima posebno značenje imaju djela s područja kroatike.
U Bogišićevoj knjižnici nalazi se oko 15000 naslova knjiga i brošura, oko 200 časopisa, nešto novina, 66 inkunabula, 164 rukopisa i 165 zemljovida. Sabrana arhivska građa raspoređena je u 39 tematskih skupina (poglavito pravna povijest, narodni običaji i književnost te Bogišićev osobni arhiv sa začudno velikom prepiskom od 10092 jedinice -1481 korespondent). Među muzejskim zbirkama ističe se visoko valorizirana cjelina stare grafike (8.185 listova iz 16. – 19.st.), jedna od tri najveće takve zbirke u Hrvatskoj, potom mala, ali sadržajno dragocjena kolekcija novca i medalja iz razdoblja od antike do kraja 19. st. (2.674 primjerka). Nadasve je zanimljiva zbirka predmeta s pravno-simboličkim značenjem (oko 150 predmeta), jedinstvena kolekcija takvog sadržaja u zemlji. Muzejsko šarenilo Bogišićeve ostavštine upotpunjuje još nekoliko manjih zbirki: djela likovne i obrtne umjetnosti, oružje, etnografski i drugi predmeti.
Zbirku Baltazara Bogišića u Cavtatu utemeljila je Marija Bogišić-Pohl, sestra Balda Bogišića, 1909. – 1912. g.

## Vanjske poveznice
Mrežna mjesta
- Zbirka Balda Bogišića, facebook stranica
- Stane Perišin, Program obnove i prezentacije objekata Zbirke Baltazara Bogišića HAZU u Cavtatu, Informatica museologica 1-2/1997. (HAW)